# Jonas Rickaert
Jonas Rickaert (Sint-Eloois-Vijve, 7 februari 1994) is een Belgisch wielrenner die anno 2022 rijdt voor Alpecin-Fenix. Hij is zowel op de baan als op de weg actief.

## Baanwielrennen

### Palmares

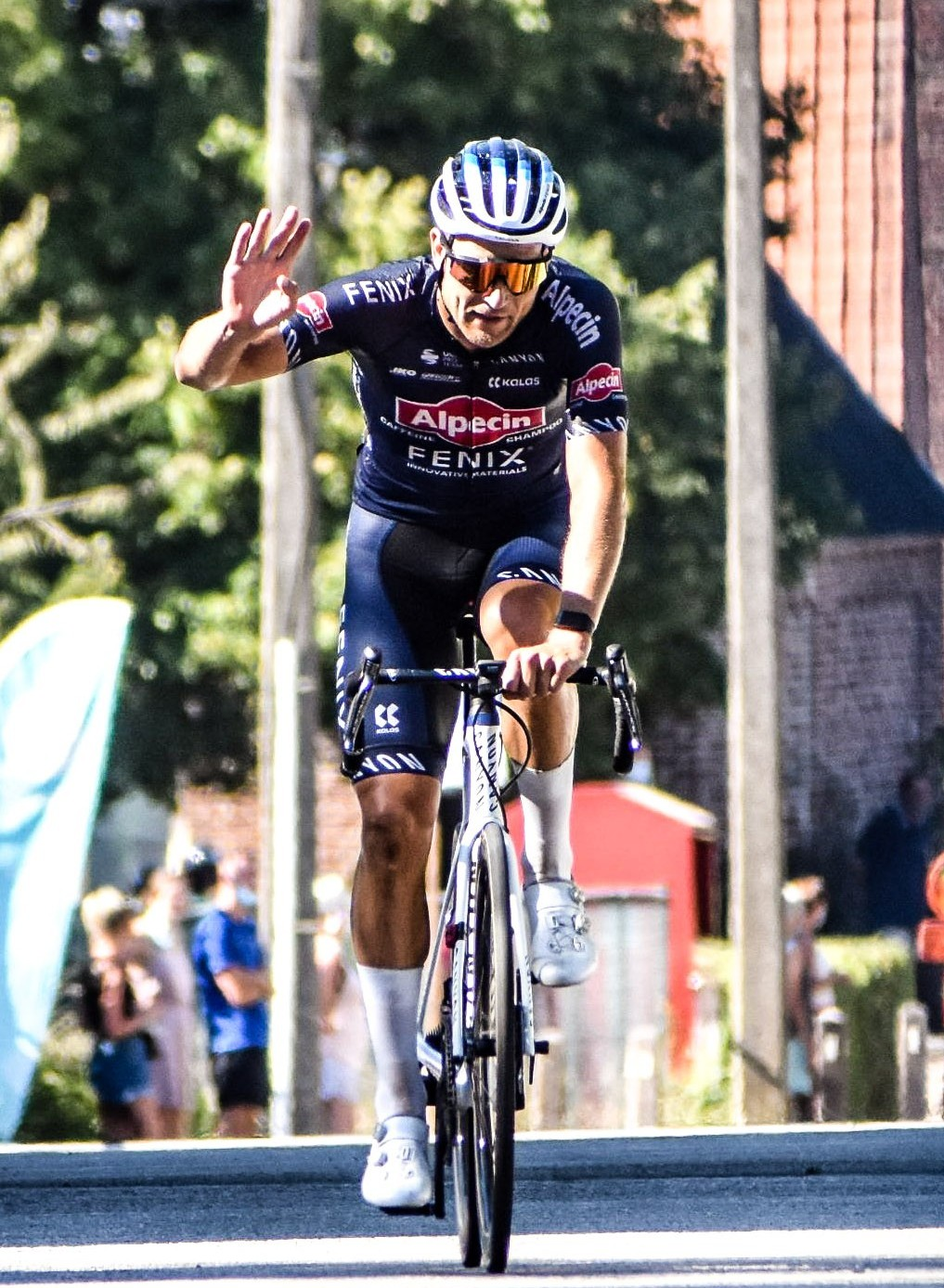
Jonas Rickaert viert bescheiden zijn overwinning van de 3de etappe van de Ronde van Vlaams-Brabant 2020 in Bertem.

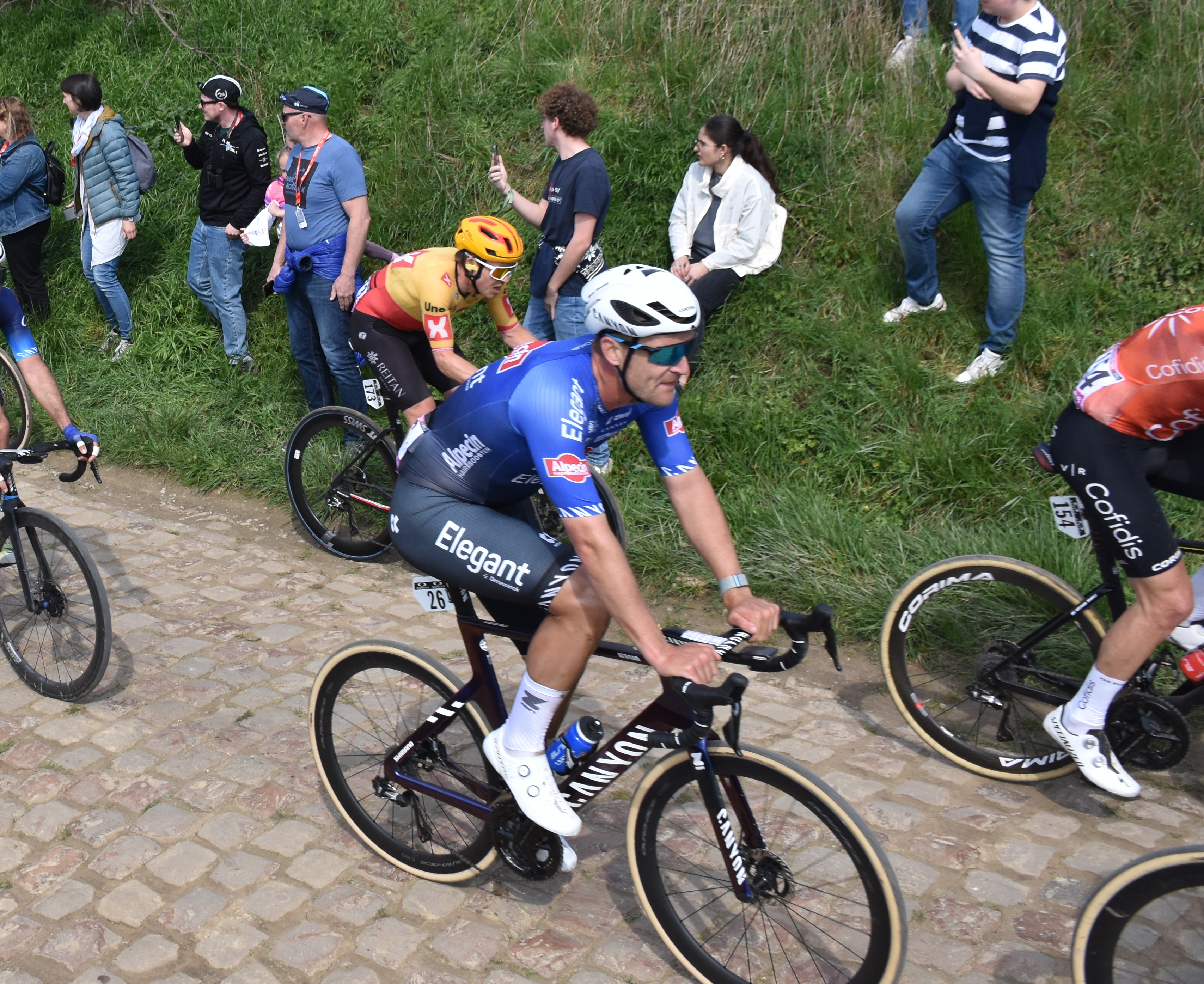
Paris-Roubaix 2023 - Secteur pavé de Quiévy à Saint-Python - N° 26 Jonas Rickaert.

| Jaar         | BK                                                                                             | EK           | WK           | Overig       |
| Nieuwelingen | Nieuwelingen                                                                                   | Nieuwelingen | Nieuwelingen | Nieuwelingen |
| ------------ | ---------------------------------------------------------------------------------------------- | ------------ | ------------ | ------------ |
| 2009         | ploegkoers                                                                                     |              |              |              |
| 2010         | ploegenachtervolging · ploegensprint                                                           |              |              |              |
| Junioren     |                                                                                                |              |              |              |
| 2011         | 1km · ploegensprint · ploegenachtervolging · ploegkoers · puntenkoers · achtervolging · omnium |              |              |              |
| 2012         | achtervolging · ploegkoers · ploegenachtervolging · ploegensprint · 1km · keirin · omnium      | Omnium       | Ploegkoers   |              |
| Elite        |                                                                                                |              |              |              |
| 2013         | Ploegenachtervolging · Omnium                                                                  |              |              |              |
| 2014         | Achtervolging · 1km · Omnium · Ploegkoers                                                      |              |              |              |
| 2015         |                                                                                                |              |              |              |
| 2016         | Puntenkoers                                                                                    |              |              |              |
| 2017         | Omnium · puntenkoers                                                                           |              |              |              |
| 2018         |                                                                                                |              |              |              |
| 2019         |                                                                                                |              |              | Paarl 6      |
| 2020         |                                                                                                |              |              |              |
| 2021         |                                                                                                |              |              |              |
| 2022         |                                                                                                |              |              |              |
| 2023         | koppelkoers                                                                                    |              |              |              |

## Wegwielrennen

### Overwinningen
2011
3e etappe La Coupe du Président de la Ville de Grudziadz
2012
1e etappe deel B La Coupe du Président de la Ville de Grudziadz
Eindklassement La Coupe du Président de la Ville de Grudziadz
2e etappe deel A (Individuele tijdrit) Keizer der Juniores
2017
Grote Prijs Marcel Kint
2020
3e etappe Ronde van Vlaams-Brabant
Dwars door het Hageland
2021
GP Raf Jonckheere
2023
GP Briek Schotte

### Resultaten in voornaamste wedstrijden
| Jaar | Ronde van Italië | Ronde van Frankrijk | Ronde van Spanje |
| ---- | ---------------- | ------------------- | ---------------- |
| 2016 |                  |                     |                  |
| 2017 |                  |                     |                  |
| 2018 |                  |                     |                  |
| 2019 |                  |                     |                  |
| 2020 |                  |                     |                  |
| 2021 |                  | 95e                 |                  |
| 2022 |                  |                     |                  |
| 2023 |                  | 114e                |                  |
| 2024 |                  | buiten tijd         |                  |
| 2025 |                  | 98e                 |                  |

| Jaar | Gent-Wevelgem | Ronde van Vlaanderen | Parijs-Roubaix | Parijs-Tours |
| ---- | ------------- | -------------------- | -------------- | ------------ |
| 2016 | opgave        | opgave               | opgave         |              |
| 2017 |               | 94e                  | buit.tijd      | 25e          |
| 2018 |               | opgave               |                | 36e          |
| 2019 |               |                      |                |              |
| 2020 | 49e           | 53e                  |                |              |
| 2021 | 43e           | 90e                  | 45e            |              |
| 2022 | opgave        |                      |                |              |
| 2023 |               |                      | 48e            | 114e         |
| 2024 |               |                      |                |              |
| 2025 | 64e           |                      | 66e            |              |

## Ploegen
- 2014 –  Topsport Vlaanderen-Baloise
- 2015 –  Topsport Vlaanderen-Baloise
- 2016 –  Topsport Vlaanderen-Baloise
- 2017 –  Sport Vlaanderen-Baloise
- 2018 –  Sport Vlaanderen-Baloise
- 2019 –  Corendon-Circus
- 2020 –  Alpecin-Fenix
- 2021 –  Alpecin-Fenix
- 2022 –  Alpecin-Fenix
- 2023 –  Alpecin-Deceuninck
- 2024 –  Alpecin-Deceuninck
- 2025 –  Alpecin-Deceuninck

Campenaerts · De Pauw · De Buyst · De Jonghe · De Ketele · Declercq · Helven · Jacobs · Lampaert · Lietaer · Rickaert · Salomein · Sprengers · Steels · Theuns · Van Asbroeck · Van Hecke · Van Hoecke · Vanoverberghe · Van Staeyen · Vanbilsen · Vanspeybrouck · Vergaerde · Waeytens ·  Wallays
Campenaerts · Capiot · De Ketele · De Pauw · De Tier · Declercq · Helven · Jacobs · Lietaer · Naesen · Rickaert · Salomein · Sprengers · Steels · Theuns · Van Hecke · Van Hoecke · Van Lerberghe · Van Meirhaeghe · Vanoverberghe · Vanspeybrouck · Vergaerde · Jel.Wallays · Jen.Wallays
Allegaert · Capiot · De Gendt · De Ketele · De Pauw · De Vylder · Declercq · Deltombe · Farazijn · Lietaer · Noppe · Planckaert · Pols · Rickaert · Salomein · Sprengers · Steels · Van Gestel · Van Hecke · Van Lerberghe · Van Rooy · Wallays
Allegaert · Capiot · De Gendt · De Ketele · De Pauw · De Vylder · Declercq · Deltombe · Farazijn · Ghys · Menten · Noppe · Ed. Planckaert · Em. Planckaert · Rickaert · Sprengers · Van Gestel · Van Gompel · Van Hecke · Van Rooy · Verwilst · Warlop
Cortjens · De Bondt · Dekker · del Carmen Alvarado · Devolder · Eibl · Fagerhaug · Hansen · Jans · Janssens · Meeusen · Meisen · Merlier · Rickaert · Rouiller · Stallaert · Tulett · Turner · D. van der Poel · M. van der Poel · Vandeputte · van Trijp · Vergaerde · Vermeersch · Walsleben · Benoist (stagiair) · Clé (stagiair)
Anderson · Bayer · De Bondt · del Carmen Alvarado · De Tier · De Vreese · Dillier · Eibl · Jans · Janssens · Krieger · Leysen · Meisen · Merlier · Meurisse · Modolo · Philipsen · Pieterse · Planckaert · Richardson · Rickaert · Riesebeek · Sbaragli · Sweeck · Taminiaux · Thwaites · Tulett · Vakoč · D. van der Poel · M. van der Poel · Vergaerde · Vermeersch · Vervaeke · Vine · Walsleben
Anderson · Ballerstedt · Bax · Bayer · De Bondt · De Tier · Dillier · Gaze · Gogl · Janssens · Krieger · Leysen · Mareczko · Merlier · Meurisse · Oldani · Philipsen · Planckaert · Rickaert · Riesebeek · Sbaragli · Stannard · Taminiaux · Thwaites · Van Den Bossche · D. van der Poel · M. van der Poel · Van Keirsbulck · Vermeersch · Vermote · Vine
Ballerstedt · Bayer · Conci · De Bondt · Dillier · Gaze · Ghys · Gogl · Groves · Hermans · Janssens · Kragh Andersen · Krieger · Leysen · Mareczko · Meurisse · Oldani · Osborne · Philipsen · Planckaert · Plowright · Rickaert · Riesebeek · Sbaragli · Sinkeldam · Stannard · Taminiaux · Van Den Bossche · van der Poel  · Vermeersch
Ballerstedt · Bayer · Boven · Conci · Dillier · Gaze · Ghys · Gogl · Groves · Hermans · Hollmann · Janssens · Kielich · Kragh Andersen · Laurance · Leysen · Meurisse · Osborne · Philipsen · Planckaert · Plowright · Rickaert · Riesebeek · Sinkeldam · Uhlig · Van Den Bossche · van der Poel  · Van Tricht · Vergallito · Vermeersch
Bayer · Boven · Debruyne · Dehairs · Del Grosso · Dillier · Gaze · Ghys · Glivar · Gogl · Groves · Hermans · Hollmann · Janssens · Kielich · Meurisse · Philipsen · Planckaert · Plowright · Price-Pejtersen · Rickaert · Riesebeek · Uhlig · Van Den Bossche · van der Poel · Van Tricht · Vergallito · Vermeersch